# Jeřáboskalník
Jeřáboskalník (×Sorbocotoneaster) je mezirodový kříženec jeřábu a skalníku. Doposud byl vypěstován jediný druh, × Sorbocotoneaster pozdnjakovii. Jde o křížence jeřábu Sorbus sibirica a skalníku Cotoneaster melanocarpus, vyšlechtěného v Německu a Francii.

## Popis
Jeřáboskalník ×Sorbocotoneaster pozdnjakovii je opadavý keř. 
Listy jsou dlouhé 2–3 cm, tupě vejčité až oválné, svěže světle, později tmavě zelené, složené, licho-, nebo sudozpeřené s jedním až 3 listy, eliptické nebo oválné. Kvete bíle, v dubnu až květnu, 1 cm velké květy jsou ve vrcholových chocholících. Plody jsou kulaté, červené. x Sorbocotoneaster je odolný proti škůdcům a chorobám a snese i náročné podmínky. Je pěstován jako zvláštnost v dendrologických sbírkách.

## Druhy
- ×Sorbocotoneaster pozdnjakovii